# Баундс, Даллен
Даллен Форрест Баундс (9 августа 1971 — 23 декабря 1999) — американский серийный убийца. После убийства двух своих знакомых он взял в заложницы ещё двух девушек, после чего покончил жизнь самоубийством. Сотрудники правоохранительных органов закрыли четыре убийства в Гринвилле и Пикенсе, двух городах штата Южная Каролина, а должностные лица штата Вашингтон подозревают, что он причастен и ещё к ряду других убийств.

## Ранняя жизнь
Даллен Баундс родился в семье Даллена Терри Баундса и Шерон Ли Форрест Баундс в городе Ашленд, штат Орегон, США.

## Убийства
- 26 июня 1999 года — сотрудник радиостанции Radio Shack Джонатан Лемуэль Лара (eng. Jonathan Lemuel Lara) был обнаружен мёртвым в офисе этой радиостанции, в Гринвилле, Южная Каролина. Лара получил удар отвёрткой в шею и вскоре скончался. Касандра Ластер (eng. Casandra Laster), пособница Баундса, в 2001 году также была осуждена за это убийство и приговорена к 15 годам заключения под стражу.[1][2] В 2003 году Апелляционный Суд Южной Каролины отклонил её прошение о досрочном освобождении.[3]

- 22 декабря 1999 года Баундс зашёл в небольшой цветочный магазин на оживлённой улице и средь бела дня убил 30-летнюю продавщицу магазина Карен Мур Хейден (eng. Karen Moore Hayden). Тело молодой жены и матери было обнаружено лежащим лицом вниз в луже крови сотрудником доставки, который должен был её проведать и завезти в магазин очередную партию цветов. Его внимание сразу привлекло то, что в магазине был выключен свет, а на двери висела табличка с надписью: «Извините, мы закрыты». Горло Хейден было перерезано.

- 23 декабря 1999 года — Баундс убивает свою знакомую Сэнди Робертс Отт (eng. Sandi Roberts Ott) и её бывшего мужа Тимоти Отта (eng. Timothy Ott), в доме Тимоти, в городе Исли. Баундс покинул их дом и укрылся в нескольких километрах от места преступления, прихватив с собою пару заложниц. Вскоре он покончил жизнь самоубийством, выстрелив себе в голову.[4]